# Кахиани, Кетеван Георгиевна
Кетеван Георгиевна Кахиани (груз. ქეთინო კახიანი-გერშინსკა; 11 сентября 1971, Диди-Лило) — немецкая шахматистка, международный мастер (1997).
Чемпионка мира среди девушек до 20 лет (1989). Победительница п/ф чемпионата СССР среди женщин (Ивано-Франковск, 1988). Чемпионат СССР (1988) — 5—6-е места; выиграла матч у 3. Лельчук за выход в межзональный турнир — 2 : 1. Чемпионат СССР (1989) — 3—5-е места. Международные турниры: Тапольца (1987) — 2—3-е; Тбилиси (1987) — 6—8-е места. В составе сборной Германии участница 8-и Олимпиад (1994—2008).

## Изменения рейтинга
| График не отображается по техническим причинам. Чтобы исправить это, воспроизведите график в новом формате, если это возможно. |